# Mk45
A MÁV Mk45 sorozat' nem villamosított, keskenynyomközű pályákra szánt dízel-hidraulikus mozdony sorozat. (Beceneve: "Ledehás".)

## Története

### MÁV

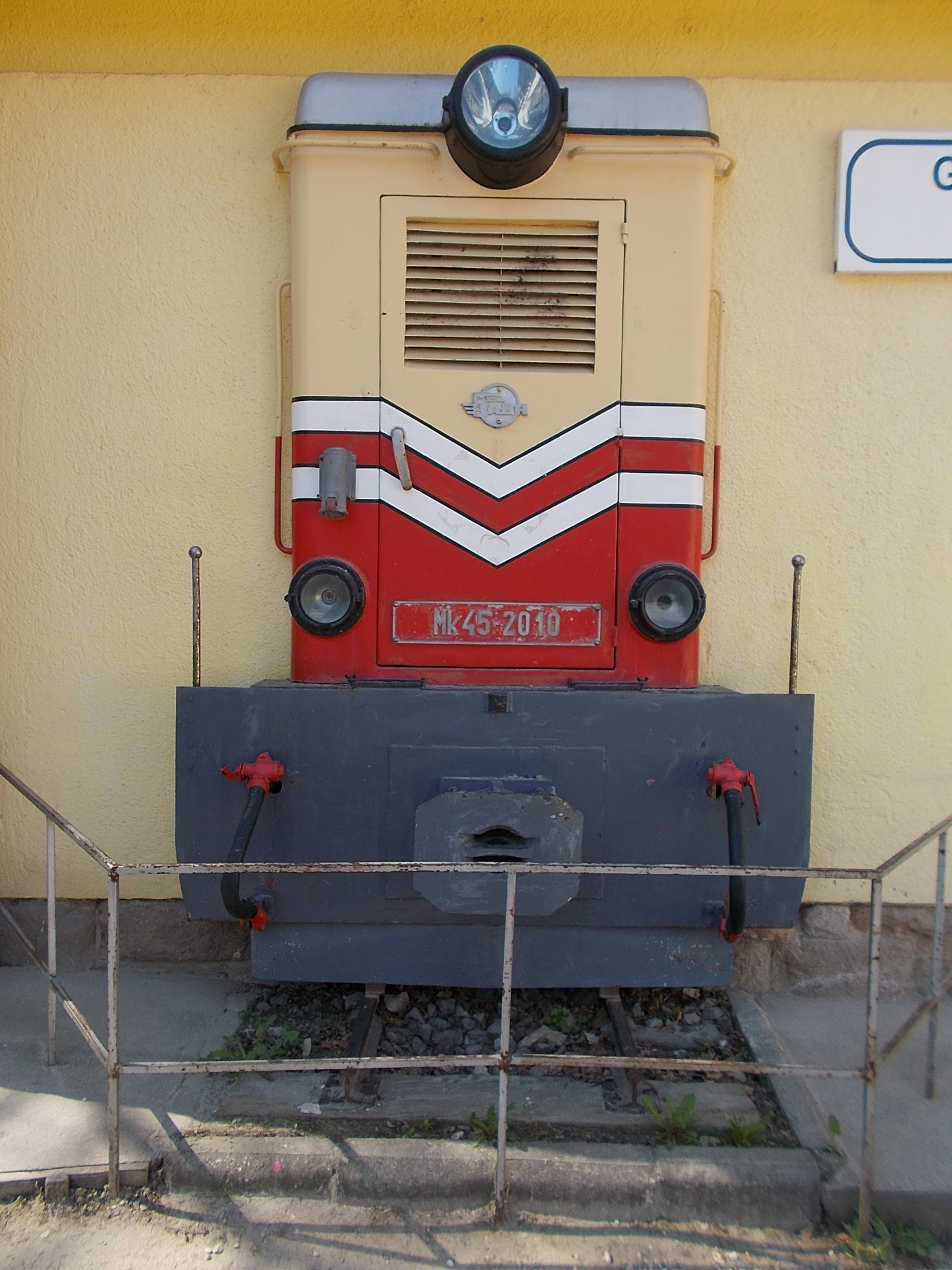
A 2010-es pályaszámú mozdony kiállított homlokfala Hűvösvölgyben

1970 elején merült fel új vontatójárművek beszerzése a Széchenyi-hegyi Gyermekvasút részéről. A járműveket a romániai Augusztus 23. Művektől rendelték meg. A mozdony a nagyvasúti forgalmat ellátó M43 sorozatjelű mozdonnyal nagyrészt azonos szerkezeti elemek felhasználásával készült, viszont nincs tolató-vonali fokozatváltója. A járművek gyári típusjelzése L45H. A Magyar Államvasutaknál az Mk45 sorozatjelet kapták. A MÁV összesen tíz darab Mk45 sorozatú mozdonyt vásárolt. Ezek közül hat darab – az Mk45, 2001 – Mk45, 2006 pályaszámúak – beszerzésüktől, azaz 1973 óta a Gyermekvasúton napi menetrendi forgalmában szolgálnak. Négy további mozdonyt – Mk45, 2007 – Mk45, 2010 pályaszámúak – a hegyközi kisvasúton, Sárospatakon állomásítottak. A Hegyközi Kisvasúton elsősorban a nagy vonatterhelések biztonságos továbbítása és a nagy gyorsulással számított menetidők alkalmazása tette szükségessé az Mk45 sorozatú mozdonyok közlekedtetését. Érdekesség, hogy annyira beváltak az MK45-ösök a Hegyközi kisvasúton, hogy azt is tervezték, hogy az MK45-ösök mind kerüljenek a Hegyközi kisvasútra, az Úttörővasúton pedig MK48-asok továbbítsák a személyvonatokat. Ez persze nem így lett. A négy mozdony 1973-tól 1980-ig üzemelt a hegyközi kisvasúton. A vonal megszüntetése után a gépeket Nyíregyházára irányították. A Nyírvidéki Kisvasút síkvidéki pályáján azonban üzemeltetésük gazdaságtalannak bizonyult. Az Mk45, 2007 – Mk45, 2010 pályaszámú mozdonyokat 1994 nyarán a Gyermekvasút hűvösvölgyi vontatási telepére szállították. Az üzemképtelen járműveket nem újították fel. Selejtezésüket 1996-ban az Mk45, 2010 psz. mozdonnyal megkezdték. Egyes alkatrészeiket a Gyermekvasúton közlekedő Mk45, 2001 – Mk45, 2006 pályaszámú járművekbe építették be. Az Mk45, 2007, Mk45, 2008 és Mk45, 2010 pályaszámú mozdonyokat teljesen elbontották.  Az Mk45, 2010 pályaszámú mozdony homlokfalát 1997 március 22-én a Gyermekvasutas Otthon bejáratánál állították ki. A 2009-es pályaszámú gépet pedig 2010. június 16-án állították ki szobormozdonyként, a füzérkomlósi Fehér szikla fogadó udvarán, a Hegyközi Kisvasút volt végállomásának közelében.
2010-2020 között az MVJ Zrt. szombathelyi telephelyén négy darab mozdony kapott remotorizációs felújítást. Az eredeti hajtásláncuk megőrzésével a 2001 és 2006 pályaszámú gépek újultak meg.

### Borsodnádasdi Lemezgyár
A Borsodnádasdi Lemezgyár (BNL) 1974-ben szintén vásárolt 2 db L45H típusú mozdonyt. Ezek a járművek – az Mk45 sorozat 760 mm-es nyomtávolságától eltérően – 1000 mm nyomtávolságúak voltak. Az L 45H-01 és -02 pályaszámot kapott gépek a gyár saját használatú vasúti hálózatán, 1992-ig Ózd és Borsodnádasd között, majd csak a borsodnádasdi üzem területén közlekedtek. Röviddel ezután végképp leállították őket.

### Külföld

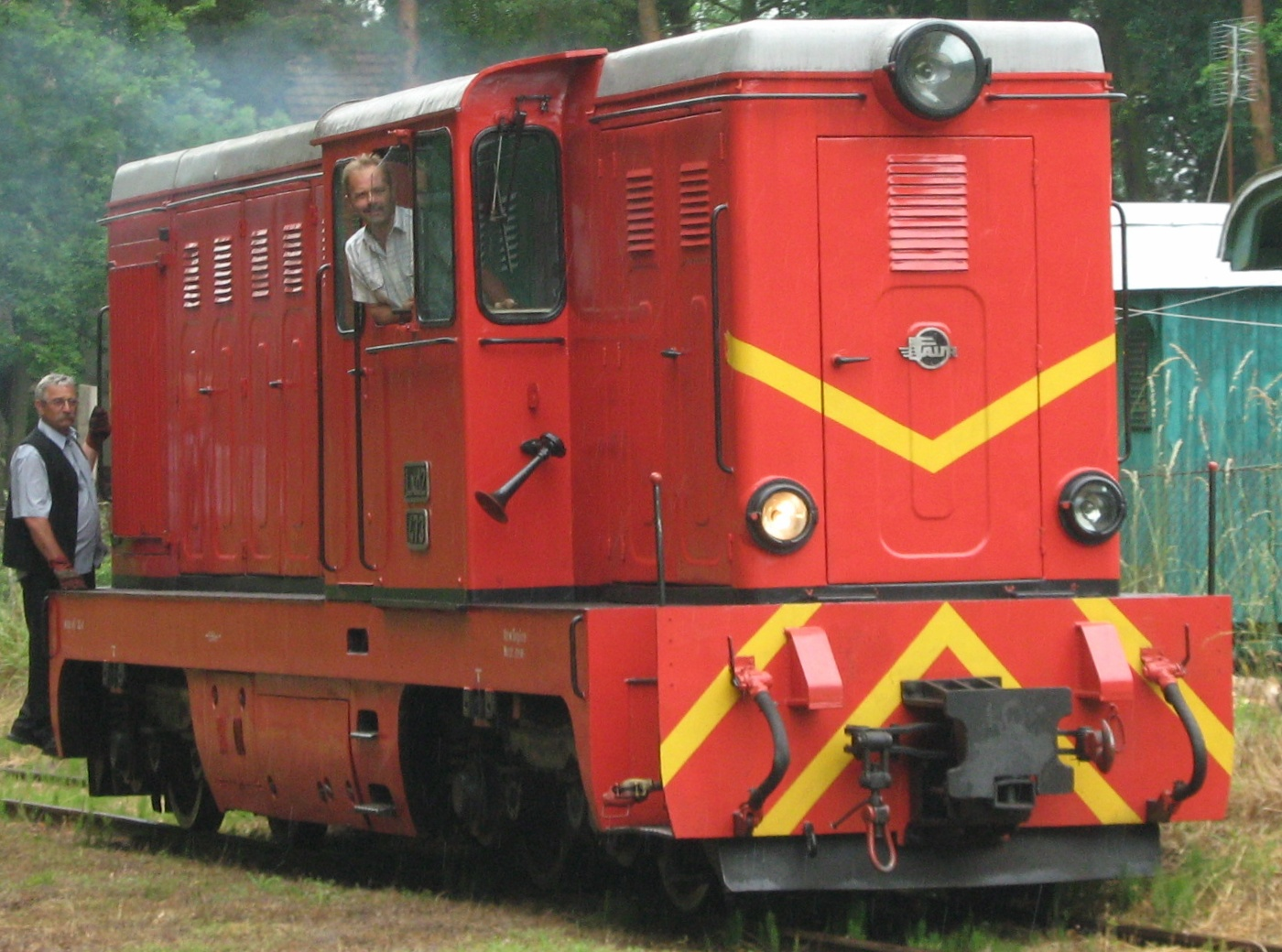
L45H típusú mozdony Lengyelországban

Az L45H típusú keskeny-nyomtávú mozdonyok Romániában és Lengyelországban sokkal nagyobb számban voltak megtalálhatók, mint Magyarországon. Lengyelországban az L45H típusú mozdonyokat többféle nyomtávolsággal (750 mm, 785 mm, 1000 mm) és kivitelben (eltérő vonókészülékkel, biztonsági berendezésekkel) nagy számban alkalmazták. A keskeny-nyomközű hálózatnak a 2000 utáni években végrehajtott jelentős visszafejlesztéséig mind személyszállító, mind tehervonatok továbbítására használták.

## Felépítése

### Dízelmotor
Az LDH45 típusba egy 450 lóerő (331 kW) teljesítményű Maybach-Mercedes licenc alapján gyártott, MB 836 Bb típusú, hathengeres álló hengerelrendezésű, feltöltött, előkamrás motort építettek be. A 175 mm furatú és 205 mm löketű motor névleges fordulatszáma 1450 1/min. A motort egy, a brassói Hidromecanica által gyártott Brown, Boveri & Cie-licenc VTR 200 típusú turbó tölti.

### Erőátvitel
A motorhoz egy szintén a Hidromecanica által gyártott TH 1-A típusú (az M31-esekben is alkalmazott Voith L 26/St/V típus licence alapján készült) két egyforma, egymástól mechanikusan elhangolt nyomatékmódosítóból álló hidrodinamikus hajtómű csatlakozik, ehhez pedig egy 1 R 16 típusú mechanikus irányváltó csatlakozik. Ennek kihajtó tengelye a belső kerékpárok 2 A 100 típusú kétlépcsős (elosztó) tengelyhajtóműveket, azok pedig szintén kardánokkal a külső kerékpárok 1 A 100 típusú egylépcsős tengelyhajtóműveit hajtják.

### Segédüzemek
A dízelmotorról ékszíjjal hajtott GI 03/17.05 típusú segédüzemi generátor névleges teljesítménye 7 kW, feszültsége 24 V. Az 6 C-1 típusú légsűrítőt szintén ékszíj hajtja meg. A hűtőventilátor hidrosztatikus hajtású melynek szivattyúját ugyancsak ékszíjjal hajtja a dízelmotor.